# Durtol
Durtol is een gemeente in het Franse departement Puy-de-Dôme in de regio Auvergne-Rhône-Alpes. De plaats maakt deel uit van het arrondissement Clermont-Ferrand en van het gemeentelijk samenwerkingsverband Clermont Auvergne Métropole. De gemeente telde 1.964 inwoners op 1 januari 2022.

## Geografie
De oppervlakte van Durtol bedroeg op 1 januari 2022 4,01 vierkante kilometer; de bevolkingsdichtheid was toen 489,8 inwoners per km². In de gemeente ligt spoorwegstation Durtol-Nohanent.

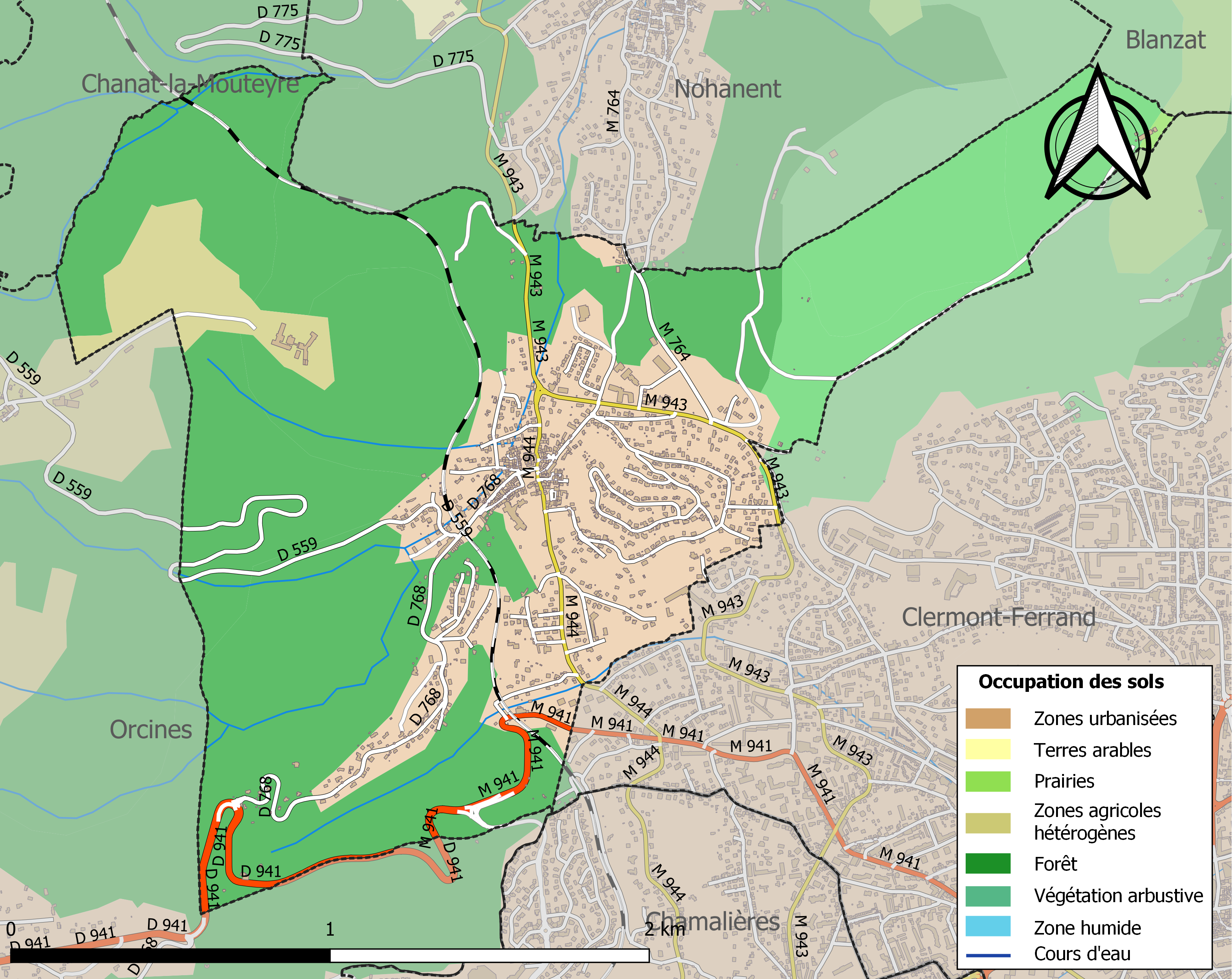
Kaart van de gemeente met belangrijkste infrastructuur, bodemgebruik en omliggende gemeenten

## Demografie
Onderstaande figuur toont het verloop van het inwonertal (bron: INSEE-tellingen).